# Wang Yue
Wang Yue (31 de março de 1987) é um jogador de xadrez da China com diversas participações nas Olimpíadas de xadrez. Wang participou da edição de Calvia 2004, Turim 2006, Dresden 2008, Khanty-Mansiysk 2010, Istambul 2012 e Tromsø 2014 tendo ajudado a equipe chinesa a conquistar uma medalha de ouro, em 2014, e uma de prata, em 2006. Individualmente, seu melhor resultado foi uma medalha de prata e de ouro em 2006, jogando no quarto tabuleiro.